# Go! Princess Pretty Cure
Go! Princess Pretty Cure! (jap. Go！プリンセスプリキュア Gō! Purinsesu PuriKyua) – japońskie anime z gatunku mahō-shōjo, dwunaste z serii Pretty Cure, której autorem jest Izumi Tōdō. Serial miał swoją premierę w lutym 2015 roku. Jest kolejną serią po Happiness Charge Pretty Cure!. Powstał także film zatytułowany Go! Princess Pretty Cure The Movie: Go! Go!! Splendid Triple Feature!!! (jap. jap. 映画 Go！プリンセスプリキュア Go! Go!! 豪華3本立て!!! Eiga Go! Princess Pretty Cure: Go! Go!! Gōka Sanbon Date!!!), którego premiera odbędzie się 31 października 2015 roku.

## Fabuła
Zła czarownica Rozpacz kradnie marzenia ludzi i zamyka je za Bramą Rozpaczy. W ten sposób tworzy potwory Rozdiabły mające prowadzić świat w mroczną przyszłość. Zadaniem Pretty Cure jest niszczenie potworów za pomocą Księżniczkowych Perfum i Kluczy ubioru oraz uwalniać zamknięte marzenia. Oprócz tego muszą zebrać wszystkie Klucze aby otworzyć Bramę Marzeń, by mogły stać się Wielkimi Księżniczkami.